# Chiesa di San Paolo a Ripa d'Arno
La chiesa di San Paolo a Ripa d'Arno è un luogo di culto cattolico che si trova a Pisa sul lungarno, nell'omonima piazza. È conosciuta anche come il duomo vecchio. Sul retro si trova la cappella di Sant'Agata.

## Storia

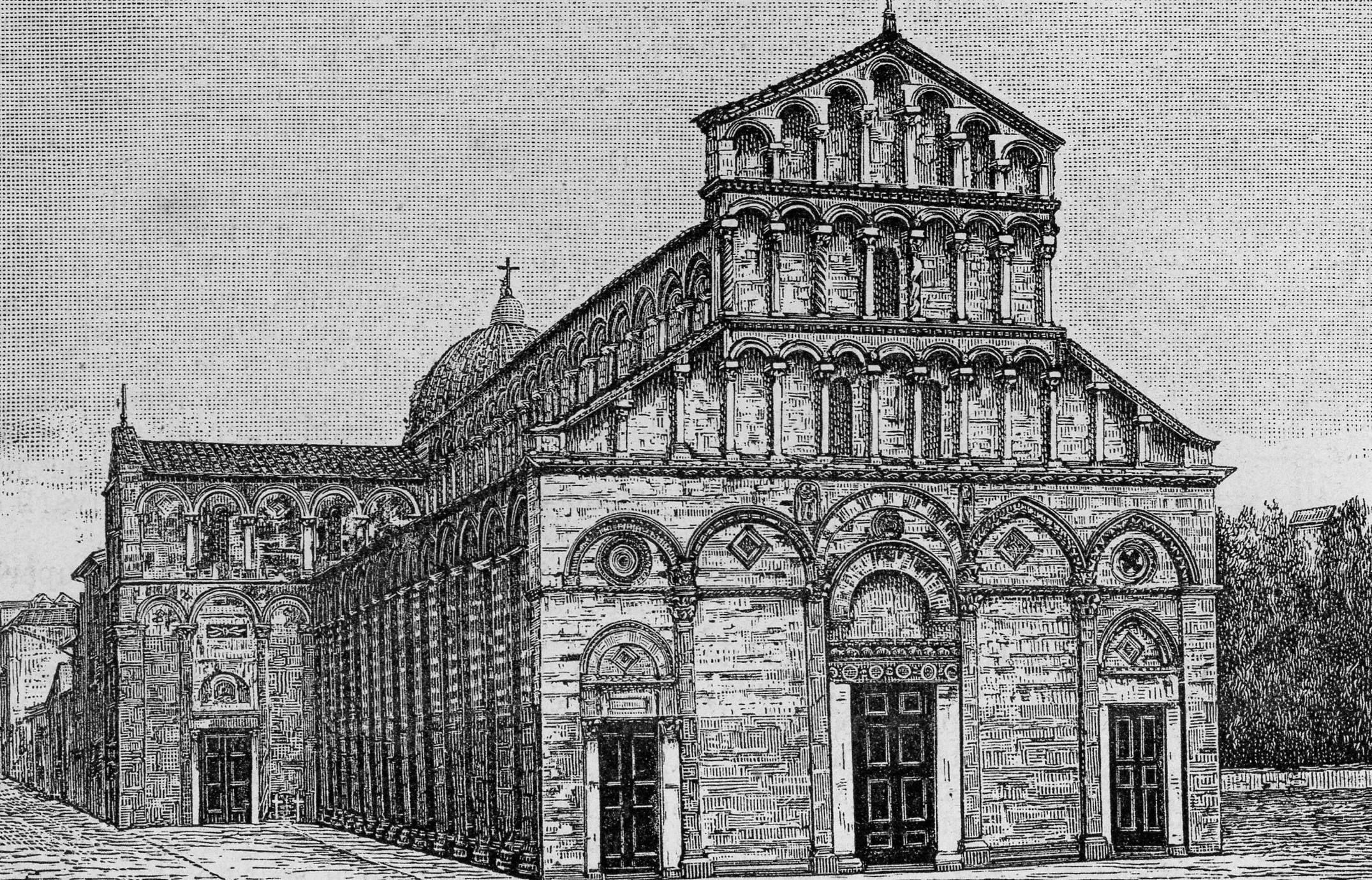
San Paolo a Ripa d'Arno in una xilografia del 1887

Annoverata tra i capolavori del romanico pisano fu fondata prima dell'anno Mille, nel IX o X secolo ed è attestata dal 1032. Appartenne ai monaci di san Benedetto e dal 1092 al 1409 fu sede dei monaci vallombrosani.
Nella prima metà del XII secolo la chiesa fu ampliata in forme analoghe al contemporaneo Duomo, e nel 1149 la chiesa fu consacrata dal papa Eugenio III. La facciata fu realizzata tra il 1148 e il 1165, anche se fu conclusa solo nel XIV secolo.
Durante la costruzione della cattedrale, fu concessa la facoltà di esercitare il culto e le pubbliche funzioni nelle grandi solennità in San Paolo a Ripa d'Arno. 
Sul finire del XII secolo vennero ultimati gli ambienti monastici, articolati attorno a due chiostri, uno addossato al lato sud e l'altro dietro l'abside, nonché la Cappella di Sant'Agata. Quest'ultima è l'unica cosa che rimane dopo i danneggiamenti causati dai bombardamenti della seconda guerra mondiale, dopo i quali i chiostri furono definitivamente demoliti, insieme al campanile. I rivestimenti marmorei del prospetto nord e del braccio laterale sinistro del transetto sono assegnabili alla metà del XIII secolo.
Nel 1409 la chiesa e il monastero furono affidati in commenda al cardinal Landolfo Marramauro, e in seguito ad altri alti prelati che si succedettero negli anni. Nel 1552 la chiesa passò in commenda alla famiglia sanminiatese Grifoni, che vi fecero subentrare, a partire dal 1565, l'Ordine dei cavalieri di Santo Stefano.
Con la soppressione dell'ordine da parte del granduca Pietro Leopoldo nel 1798, la chiesa divenne parrocchia.
Nell'Ottocento furono apportati diversi restauri, ma l'edificio subì importanti danneggiamenti durante la seconda guerra mondiale, e pertanto fu nuovamente restaurato tra il 1949 ed il 1952; proprio a seguito degli interventi postbellici furono demoliti gli ambienti monastici, i chiostri, il campanile e gran parte degli edifici che si trovavano in aderenza alla chiesa, presso la cappella di Sant'Agata, l'unica struttura rimasta.
Nel 2012 è stata chiusa a causa delle condizioni precarie della copertura. Dall'ottobre 2016 è iniziato il restauro finanziato dalla CEI, Unicoop Firenze, Fondazione Pisa e anche grazie ad una campagna di crowdfunding. Nel maggio 2018 è terminato il restauro e nel marzo 2019 è ripresa l'attività religiosa.

## Descrizione

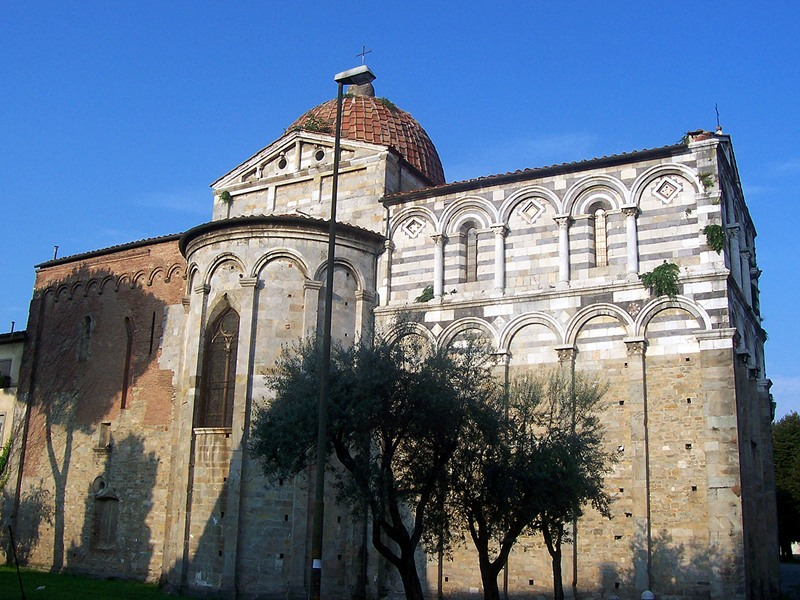
Transetto e abside

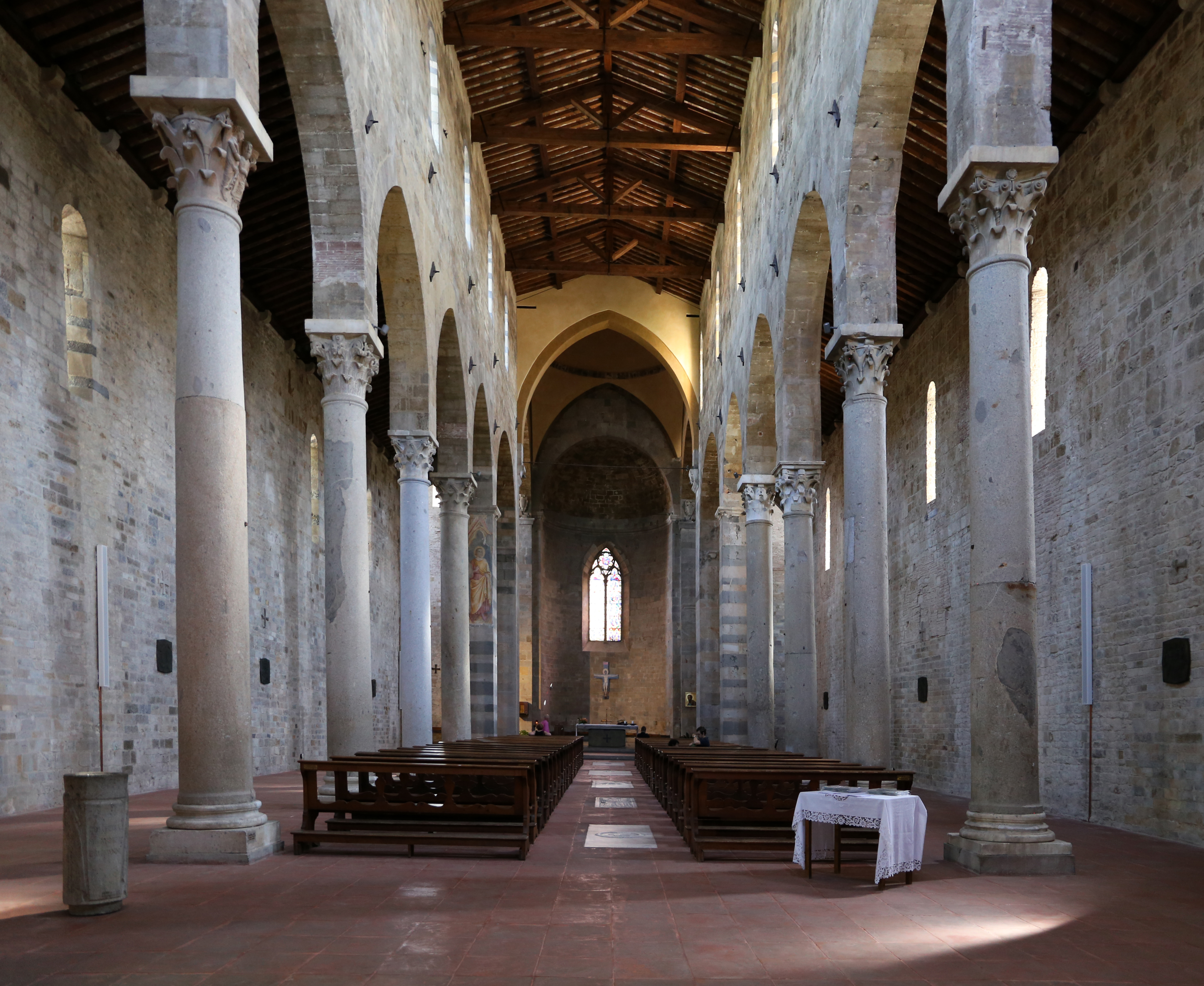
Interno

La struttura è a croce egizia (o commissa) absidata, a tre navate con cupola all'incrocio del transetto.
All'esterno, nel rivestimento marmoreo a fasce bicrome sono reimpiegati marmi romani, che tuttavia non seguono tutto il perimetro della chiesa, lasciando intuire la presenza dell'attiguo complesso claustrale dei monaci, oggi scomparso, sul lato meridionale dell'edificio.

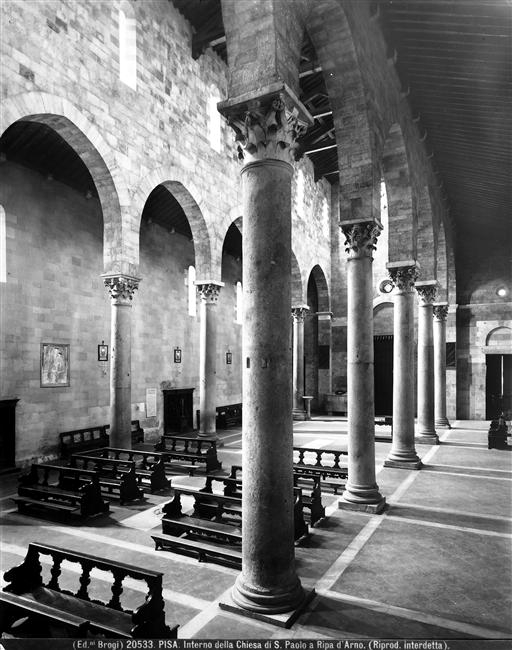
Interno in una fotografia storica di Carlo Brogi

La facciata è a salienti, con lesene, cinque archi ciechi a racchiudere oculi o losanghe e tre portali nel registro inferiore. Nel registro superiore vi sono tre ordini di logge, con cornici marcapiano scolpite ed esili colonnine e archi a tutto sesto. Fu realizzata quasi interamente tra il 1148 e il 1665, ma completata solo all'inizio del XIV secolo.
All'interno, il braccio longitudinale è articolato in tre navate e sette campate per mezzo di colonne e archi lievemente acuti, e illuminato da sottili finestre che si aprono nelle mura spesse del cleristorio (in alto) e delle navate laterali (in basso ai lati). Il soffitto è costituito da una leggera orditura lignea a vista sia nella navata centrale che in quelle laterali.
Il fonte battesimale, l'acquasantiera e la scultura con il Battesimo di Cristo sono aggiunte moderne. Si segnalano invece: 
- Sarcofago romano del IV secolo, con l'effigie al centro dei due consorti ivi sepolti e riutilizzato come tomba medievale per seppellirvi Burgundio, noto giurista dell'epoca;
- Secondo capitello sinistro con la raffigurazione di San Pietro e San Paolo;
- Crocifisso su tavola del XII (testa) e XIII secolo (resto del corpo);
- Affreschi di Buffalmacco della prima metà del XIV secolo sull'ultimo pilastro sinistro prima della crociera, raffiguranti San Bartolomeo (rivolto verso la facciata) e San Francesco d'Assisi (rivolto verso l'abside);
- Madonna col Bambino e santi di Turino Vanni (1397) nel transetto sinistro.